# Ormosia subalpina
Ormosia subalpina är en tvåvingeart som beskrevs av Alexander 1947. Ormosia subalpina ingår i släktet Ormosia och familjen småharkrankar. Inga underarter finns listade i Catalogue of Life.